# Терестричка планета
Терестричка планета или планета Земљиног типа је планета са чврстом површином, за разлику од гасовитих џинова, који се састоје највише од гасова.
Назив „терестрички“ је настао од латинске речи „тера“ (лат. terra) што значи земља или тло, па би се атрибут „терестрички“ могао превести као „земљолики“. Понекад, ове планете у Сунчевом систему се такође називају и „унутрашњим планетама“, мада се ова одредница много чешће употрабљава да означи положај планете у односу на Земљу, тако да су унутрашње планете само Меркур и Венера. Највећим делом се састоје од стена, малог су пречника, просечно око 5 пута веће густине од воде и имају релативно ретку атмосферу. Од гасовитих џинова су одвојени појасом астероида за који постоји претпоставка да представља остатке неуспеле, неформиране пете терестричке планете (појас се налази између Марса и Јупитера). Мада последња истраживања одбацују ову могућност.
Планете Земљиног типа су током формирања биле под утицајем више температуре и јаче гравитације, те су зато мање и богатије тврђим елементима попут силицијума и гвожђа, јер су гасови у великој мери одувани из овог унутрашљег дела планетарног система приликом формирања планета. Структура све четири терестричке планете Сунчевог система је слична: у њима се налази метално језгро, око којег се налази силикатни омотач.
Од откривених егзопланета, мањи део чине егзопланете терестричког типа. Много већи број откривених егзопланета чине гасовити џинови. Планете Земљиног типа Сунчевог система су: Меркур, Венера, Земља и Марс. Међу астрономима који користе геофизичку дефиницију планете, Месец, Ијо, а понекад и Европа такође се могу сматрати земаљским планетама, као и велики стеновити протопланетски-астероиди Палас и Веста. Термини „терестричка планета“ и „телурска планета“ потичу од латинских речи за Земљу (Terra и Tellus), пошто су ове планете, у смислу структуре, сличне Земљи. Ове планете се налазе између Сунца и астероидног појаса.

## Структура
Све терестричке планете у Сунчевом систему имају исту основну структуру, као што је централно метално језгро (углавном гвожђе) са околним силикатним мантлом.
Велики стеновити астероид 4 Веста има сличну структуру; могуће је да исто важи и за мању 21 Лутетију. Други стеновити астероид 2 Палас је отприлике исте величине као Веста, али је знатно мање густ; изгледа да никада није диференцирао језгро и плашт. Земљин Месец и Јупитеров месец Ија имају сличне структуре као и земаљске планете, али Земљин Месец има много мање гвоздено језгро. Други Јовијански месец Европа има сличну густину, али има значајан слој леда на површини.
Терестричке планете могу имати површинске структуре као што су кањони, кратери, планине, вулкани и друге, у зависности од присуства ерозивне течности и/или тектонске активности.
Земаљске планете имају секундарну атмосферу, генерисану вулканским гасовима или остацима удара комета. Ово је у супротности са спољашњим, џиновским планетама, чија је атмосфера примарна; примарне атмосфере потичу директно из оригиналне соларне маглине.

## Терестичке планете Сунчевог система
Сунчев систем има четири терестричке планете: Меркур, Венеру, Земљу и Марс. Само једна Solar терестричка планета, Земља, има активну хидросферу.
Током формирања Сунчевог система, постојало је много земаљских планетезимала и протопланета, али већина се спојила са четири терестричке планете или су их оне избациле, тако да су само Палас и Веста преживели. Неке планете су почеле да срастају и да се диференцирају, али су претрпеле катастрофалне сударе који су оставили само метално или каменито језгро, попут 16 Психеје или 8 Флоре. Многи астероиди типа С и М могу бити такви фрагменти.

### Трендови густине
Некомпримована густина земаљске планете је просечна густина коју би њени материјали имали при нултом притиску. Већа некомпримована густина указује на већи садржај метала. Некомпримована густина се разликује од праве просечне густине (која се такође често назива „запреминска” густина), јер компресија унутар језгара планета повећава њихову густину; просечна густина зависи од величине планете, расподеле температуре и крутости материјала као и састава.
| Објекат | Густина ()      | Густина ()     | Полуглавна оса (АЈ) |
| Објекат | Средња вредност | Некомпримовано | Полуглавна оса (АЈ) |
| ------- | --------------- | -------------- | ------------------- |
| Меркур  | 5.4             | 5.3            | 0.39                |
| Венера  | 5.2             | 4.4            | 0.72                |
| Земља   | 5.5             | 4.4            | 1.0                 |
| Марс    | 3.9             | 3.8            | 1.52                |
| Веста   | 3.5             | 3.5            | 2.36                |
| Палас   | 2.9             | 2.9            | 2.77                |

Некомпримована густина терестричких планета (и великих камених преосталих протопланета, Весте и Паласа) се креће ка нижим вредностима како се растојање од Сунца повећава.
Земљин Месец има густину од 3,3 g·cm−3, а Јупитерови сателити Ијо и Европа су 3,5 и 3,0 g·cm−3; други велики сателити су леденији и обично имају густину мању од 2 g·cm−3 (нпр. Ганимед 1,94 g·cm−3, Калисто 1,83 g·cm−3, Титан 1,88 g·cm−3). Патуљасте планете Церера, Плутон и Ерис имају густину од 2,2, 1,9 и 2,5. (У једном тренутку Церера се понекад разликовала као 'терестрички патуљак', насупрот Плутона као 'ледени патуљак', али та разлика више није одржива. Сада се сматра да се Церера формирала у спољашњем Сунчевом систему и да је сама по себи прилично ледена.)
Прорачуни за процену некомпримоване густине инхерентно захтевају модел структуре планете. Тамо где су доспели лендери или вишеструке орбиталне летелице, ови модели су ограничени сеизмолошким подацима, као и подацима о моменту инерције који су изведени из орбита летелице. Тамо где такви подаци нису доступни, неизвесности су неизбежно веће. Није познато да ли ће се показати да екстрасоларне земаљске планете уопште прате овај тренд.

## Екстрасоларне земаљске планете
Већина планета откривених ван Сунчевог система су џиновске планете, јер их је лакше открити. Али од 2005. године пронађене су стотине потенцијално терестричких екстрасоларних планета, а неколико је потврђено као да су терестричке. Већина њих су суперземље, односно планете са масама између Земљине и Нептунове; Супер-Земље могу бити гасовите планете или терестричке, у зависности од њихове масе и других параметара.
Вероватно је да су већина познатих супер-Земља заправо гасовите планете сличне Нептуну, пошто испитивање односа између масе и радијуса егзопланета (а самим тим и трендова густине) показује прелазну тачку на око две Земљине масе. Ово сугерише да је ово тачка у којој се акумулирају значајни гасни омотачи. Конкретно, Земља и Венера су можда већ близу највеће могуће величине при којој планета генерално може да остане каменита. Изузеци од овога су веома блиски њиховим звездама (и стога би њихова нестабилна атмосфера била отпарена).
Године 2005, пронађене су прве планете које круже око звезде главне секвенце и које показују знаке да су земаљске планете: Глизе 876 д и OGLE-2005-BLG-390Lb. Глизе 876 д кружи око црвеног патуљка Глизе 876, 15 светлосних година од Земље, и има масу седам до девет пута већу од Земље и орбитални период од само два земаљска дана. OGLE-2005-BLG-390Lb има око 5,5 пута већу масу од Земље, кружи око звезде удаљене око 21.000 светлосних година у сазвежђу Шкорпија. Од 2007. до 2010. године, три (вероватно четири) потенцијалне терестричке планете пронађене су у орбити унутар Глизе 581 планетарног система. Најмања, Глизе 581е, има само око 1,9 Земљиних маса, али кружи веома близу звезде. Друге две, Глизе 581ц и Глизе 581д, као и спорна планета, Глизе 581г, су масивније суперземље које круже у или близу настањиве зоне звезде, тако да би потенцијално могле да буду настањиве, са температурама сличним Земљи.